# المرصد المداري للكربون

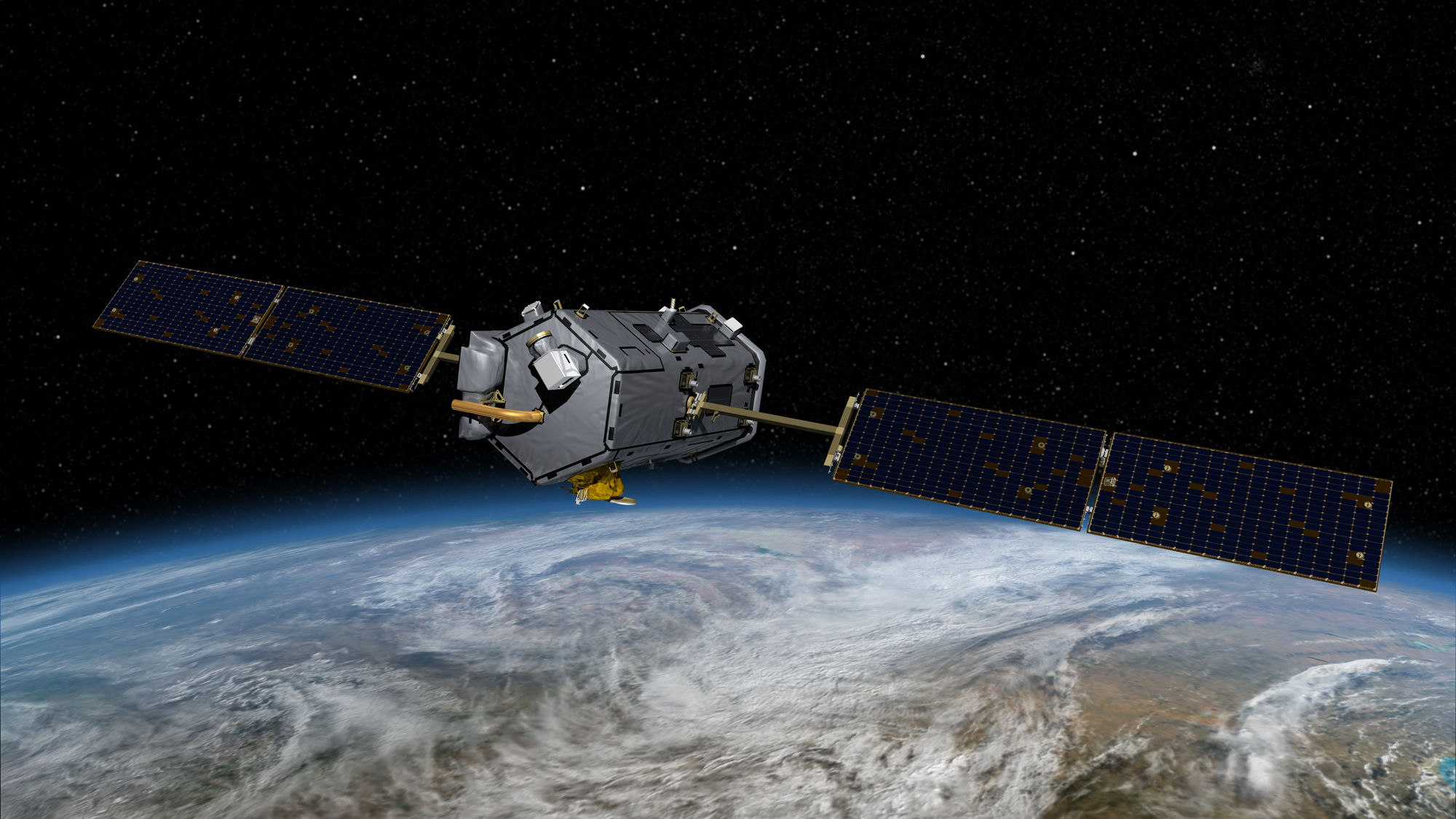
تعليق

المرصد المداري للكربون(بالإنجليزية: Orbiting Carbon Observatory)‏ هو عبارة عن مشروع فضائي تابع لوكالة ناسا ، وكان يهدف إلى المساعدة في تحديد المواقع الأساسية لانبعاثات ثاني أكسيد الكربون ومواقع استيعابه من قبل الغابات والمحيطات، وقد حمله صاروخ تورس ـ إكس إل ، وقد تحطم الصاروخ 24 فبراير 2009 على الساعة 09:20 بتوقيت جرينيتش حيث سقط بعد فشل وضعه في مداره في المحيط الهندي .